# 25000 Astrometria
25000 Astrometria (1998 OW5) là một tiểu hành tinh vành đai chính được phát hiện ngày 28 tháng 7 năm 1998 bởi Paul G. Comba ở Đài thiên văn Prescott. Nó được đặt theo tên the technique thuộc astrometry which is used to discover many Hành tinh vi hìnhs.